# Karettsköldpadda
Karettsköldpadda, Eretmochelys imbricata, är en akut hotad sköldpadda tillhörande familjen havssköldpaddor. Det är den enda arten i sitt släkte. 

## Utseende
Karettsköldpaddan blir upp till 90 cm lång. Ryggskölden (carapax) är blågrå till grå med ett ganska variabelt, flammigt mönster i ljusbeige, medan huvud och simfötter är mer distinkt nätmönstrade i samma färger. Bukskölden (plastron) är ljusare. 
Käkarna, främst den övre, är formade till en karakteristisk näbb.

## Utbredning
Karettsköldpaddan når i norr upp till norra Englands kust till mellersta Japan, i söder från södra Patagoniens kust, strax söder om Sydafrikas sydspets till mellersta Sydöns kust på Nya Zeeland. Den går sällan in i Medelhavet. Arten föredrar klippkuster, mangroveträsk och korallrev.

## Taxonomi
Arten har två underarter:
- Eretmochelys imbricata imbricata, som främst håller till i Atlanten, och
- Eretmochelys imbricata bissa som framför allt vistas i Indiska oceanen.

## Föda
Sköldpaddan är allätare, med förkärlek för marina ryggradslösa djur som svampdjur och maneter.

## Fortplantning
Parningen sker till havs nära yngelstränderna. Nattetid, efter parningen, kryper honorna upp på stranden och gräver ner upptill 160 ägg. Dessa kläcks efter omkring 60 dagar, och ungarna tar sig själva ner till vattnet. 